# Francesco Bardi
Francesco Bardi, född 18 januari 1992 i Livorno, är en italiensk fotbollsspelare som spelar för italienska Reggiana.

## Karriär
Francesco Bardi inledde karriären i Livornos ungdomsverksamhet. Han debuterade i a-laget som 18-åring 16 maj 2010 i 1-4-förlusten Parma Sommaren 2010 bjöds han tillsammans med lagkamraten Alessandro Bernardini in att deltaga i Juventus USA-turné. Efter turnén återvände han till Livorno där han återigen vaktade målet för primaveralaget.
I januari 2011 lånades Bardi ut till Inter med rätt till delägarskap. Han spelade säsongen ut för Inters primaveralag och vann ungdomsturneringen Torneo di Viareggio, där han också utsågs till bäste målvakt.
Sommaren 2011 utnyttjade Inter rätten till delägarskap för 1,35 miljoner euro. 3 augusti lånades Bardi tillbaka till AS Livorno Calcio där han blev förstemålvakt. 
Bardi vaktade målet för Livorno 34 av lagets 42 matcher och var en av klubben bästa spelare. Efter säsongens slut köpte Inter resterande del av Bardis kontrakt från Livorno för 1,5-2 miljoner euro samt Simone Dell'Agnello och Luca Siligardi, som tidigare varit delägda av de båda klubbarna.
Bardi lånades istället ut till ett annat Serie B-lag, nämligen Novara Calcio.
I juli 2013 lånades Bardi åter ut till sin moderklubb Livorno, som just tagit steget upp i Serie A.
Den 6 juli 2023 värvades Bardi av Serie B-klubben Reggiana, där han skrev på ett tvåårskontrakt.

## Landslag
Francesco Bardi har representerat Italien i de flesta ungdomslandslag. 

## Meriter
- Mästare i Torneo di Viareggio: 1

2011 (Inter)